# Nicolae Vîlcu

Generalul Nicolae Vîlcu

Nicolae Vîlcu (n. 10 aprilie 1950, satul Bursuc, raionul Florești – d. 28 aprilie 2006, Chișinău) a fost un general din Republica Moldova, care a deținut funcția de director general al Serviciului Vamal din Republica Moldova (2002-2006).

## Biografie
Nicolae Vîlcu s-a născut la data de 10 aprilie 1950 în satul Bursuc (raionul Florești), într-o familie de țărani. A absolvit în anul 1971 cu diplomă cu mențiune Sovhoz-tehnicumul moldovenesc de economie și planificare al Ministerului Agriculturii din satul Gîsca, întrerupându-și studiile pentru satisfacerea stagiului militar timp de doi ani. 
În perioada 1971–1974 a lucrat ca economist-șef în colhozul „Fructovîi Donbas” din raionul Dubăsari și în colhozul „Cotovschii” din raionul Camenca, apoi între anii 1974-1981 este  șef al serviciului planificare și finanțe, vicepreședinte la Asociația raională „Colhozjivprom”, vice-președinte al Asociației de producere și prelucrare „Puti Lenina” din același raion. 
În paralel, urmează studii superioare la Institutul Agricol „M.V.Frunze” din Chișinău, pe care le-a absolvit în anul 1980 cu specializarea de economist-organizator al producției agricole. În următorii cinci ani activează în funcțiile de prim-vicepreședinte și președinte al Comitetului executiv raional Camenca, fiind transferat în anul 1985 în calitate de șef sector economic, instructor la Comitetul Central al PC al Moldovei unde a lucrat pînă în anul 1988.
În perioada octombrie 1988 - ianuarie 1993, Nicolae Vîlcu este angajat în calitate de consilier al Ambasadei Republicii Moldova în România, în următorii doi ani suplinind funcția de Ministru-consilier în problemele economice al Ambasadei Republicii Moldova în Federația Rusă. Între anii 1993-2000 este Director general al Asociației Republicane de Comerț Exterior „Moldinteragro”, precum și Director general al întreprinderii cu capital străin „Helis”. La sfârșitul anului 2000 este numit în funcția de șef de direcție la Curtea de Conturi a Republicii Moldova.
Prin Hotărîrea nr. 751 din 12 iunie 2002 a Guvernului Republicii Moldova, Nicolae Vîlcu este numit în funcția de Director General al Departamentului Vamal, reorganizat în Serviciul Vamal al Republicii Moldova. În acest timp, și-a susținut teza de doctor în științe economice cu titlul „Rolul impozitelor și taxelor în formarea pieței interne” la Academia de Studii Economice din Moldova în anul 2003. De asemenea, a fost autorul mai multor studii științifice.
La data de 30 decembrie 2004, prin Decretul nr. 2182, președintele Vladimir Voronin i-a conferit lui Nicolae Vîlcu gradul special de general-maior al serviciului vamal , iar la la 2 martie 2005 este decorat cu Medalia „Meritul Civic” pentru contribuția personală la asigurarea unui mediu înconjurător sănătos și activitate organizatorică intensă în vederea amenajării unor surse de apă potabilă. 
La 16 februarie 2006, Nicolae Vîlcu este decorat cu „Ordinul de Onoare” pentru merite în perfecționarea controlului vamal, contribuție la implementarea sistemului ionformațional „Asycuda World” și la fluidizarea traficului de mărfuri și călători.
Nicolae Vîlcu a încetat din viață la data de 28 aprilie 2006. A fost căsătorit și are doi copii.